# 綾瀬美音
綾瀬 美音（あやせ みおん、1988年2月14日 - ）は、日本のAV女優。
神奈川県出身。

## プロフィール
綾瀬 美音 名義
- 1988年2月14日生まれ
- 出身地：神奈川県
- 身長：148cm
- サイズ：B84（C70）・W58・H85
- 血液型：O型

神谷 梨々 名義
- 1987年12月20日生まれ
- 出身地：愛知県
- 身長：148cm
- スリーサイズ：B88・W58・H85
- 趣味:ダンス

## 作品

### アダルトビデオ

#### 綾瀬 美音 名義
- PINK SCANDAL 現役TVタレントDebut!（2007年6月29日、アリスJAPAN）
- アリスJAPAN独占スクープ !「私のしたいセックス」現役TVタレント（2007年7月28日、アリスJAPAN）
- 現役TVタレント ぷるるんリップサービス（2007年8月31日、アリスJAPAN）
- キモメン乱交（2007年9月28日、アリスJAPAN）

#### 神谷 梨々 名義
2008年
- Tokyo流儀56 神谷梨々（2008年4月2日、プレステージ）
- The GAL-NAN GET!45（2008年4月17日、グローリークエスト）
- CHARISMA☆DANCER 神谷梨々（2008年5月19日、kira☆kira）
- kira☆kira BEST 最上級美尻ギャル6時間（2008年9月19日、kira☆kira）
- kira☆kiraBEST2008上半期総集編（2008年10月19日、kira☆kira）
- kira☆kira フェラチオ学園祭（2008年11月19日、kira☆kira）…オムニバス作品
- kira☆kira BEST ギャルFUCK50連発4時間（2008年11月19日、kira☆kira）
- kira☆kira BEST CHARISMA☆MODEL COLLECTION Vol.3（2008年12月19日、kira☆kira）
- kira☆kiraGALS☆100FUCK COMPLETEBOX8時間（2008年12月19日、kira☆kira）

2009年
- kira☆kira2周年 ギラギラSPECIAL8時間総集編（2009年1月19日、kira☆kira）
- kira☆kira BEST 激振り騎乗位50人4時間 Vol.2（2009年2月19日、kira☆kira）
- kira☆kira BEST本当にエロいGAL達4時間（2009年3月19日、kira☆kira）